# معاذ عبد الخالق
معاذ عبد الخالق ؛ مواليد 2 يناير 1972 في اليمن، أبين، هو لاعب كرة قدم يمني يلعب لنادي أهلي صنعاء ومنتخب اليمن لكرة القدم كحارس مرمى.

## روابط خارجية
- معاذ عبد الخالق على موقع الاتحاد الدولي (مؤرشف)  (الإنجليزية)
- معاذ عبد الخالق على موقع ناشيونال فوتبول تيمز (الإنجليزية)